# Grotte von Lummelunda
Die Grotte von Lummelunda (schwedisch Lummelundagrottan) oder Höhle von Lummelunda ist eine Tropfsteinhöhle im Kirchspiel Lummelunda auf der schwedischen Insel Gotland. Ihr Eingang liegt bei Lummelunda bruk an der Westküste der Insel westlich des Länsväg 149, 13 km nördlich von Visby und 5 km südlich vom Ort Lummelunda mit der Kirche. Die Höhle und die Umgebung des Eingangs bilden ein 16 ha großes Naturreservat.
Die Grotte wird auch Rövarkulan (Räuberhöhle) genannt.
Der Fluss Lummelundaån fließt auf einer Strecke von mehr als 1,3 km unter der Erde und hat so die Höhle im Kalkboden ausgewaschen. Die Lummelundaån entspringt beim Moor Martebo Myr und tritt an der Steilküste aus dem natürlichen Höhleneingang ans Tageslicht. Wegen Eindeichung und Trockenlegung von Teilen des Moores im 19. Jahrhundert hat sich die Wasserführung vermindert. Insgesamt hat man für die Grotte eine Länge von über drei Kilometern nachgewiesen; aber man vermutet, dass die Gesamtlänge noch wesentlich größer ist. Bei Führungen wurde eine geschätzte Länge von 8 km erwähnt. Mit der nachgewiesenen Länge von gut 4 km ist sie die zweitlängste bekannte Höhle in Schweden nach der Korallgrottan in Jämtland.
In der Höhle finden sich einige interessante Tropfsteinfiguren.

## Geschichte

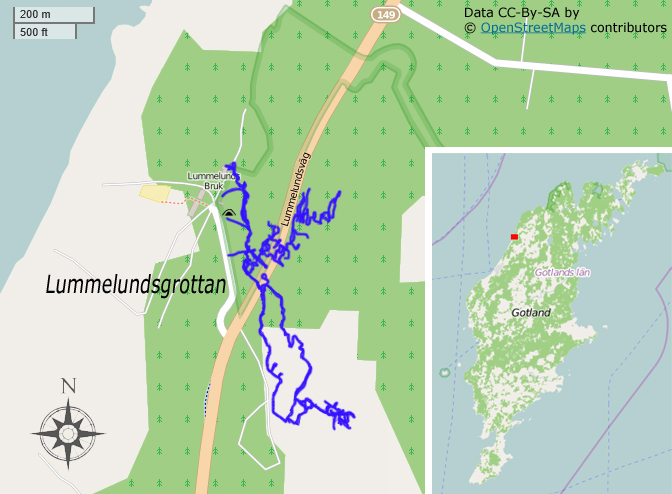
Plan der Grotte

Die Existenz der Grotte war seit dem 17. Jahrhundert bekannt, obgleich man damals noch keinen begehbaren Zugang entdeckt hatte. 1924 unternahm der Zoologe Torsten Gislén als erster eine Anzahl dokumentierter Versuche, in die Höhle einzusteigen. Er kam jedoch nur ungefähr 40 m weit. Die drei Jungen Örjan Håkansson, Percy Nilsson und Lars Olsson entdeckten schließlich einen Zugang. Im Jahr 1948 hatten sie begonnen, das Grottensystem zu untersuchen. Als sie zwei Jahre später in der Grotte waren, löste sich ein großer Steinblock von der Decke und verbreiterte eine schmale Öffnung in der Bergwand. Dahinter öffnete sich ein 20 m langer Gang, den man heute Pojkarnas gång (Gang der Jungen) nennt. Durch den Gang gelangt man in den Dom Bergakungens sal und in den Saal Kapellet, die auch bei Führungen gezeigt werden. Einen See hinter dem Saal konnten die Jungen erst 1955 mit Hilfe eines Schlauchbootes überwinden. So konnten sie 175 m weiter in die Grotte vorstoßen. 1959 wurde ein Tunnel gebaut, der es der Allgemeinheit ermöglichte, den Teil der Grotte mit den Gängen und Sälen, die die Jungen entdeckt hatten, zu besuchen.
Weitere 400 m Gänge wurden entdeckt, als Taucher im September 1985 vier Siphone in der Grotte durchquerten. Man entdeckte dabei auch die bisher größten Säle der Grotte.

## Tourismus

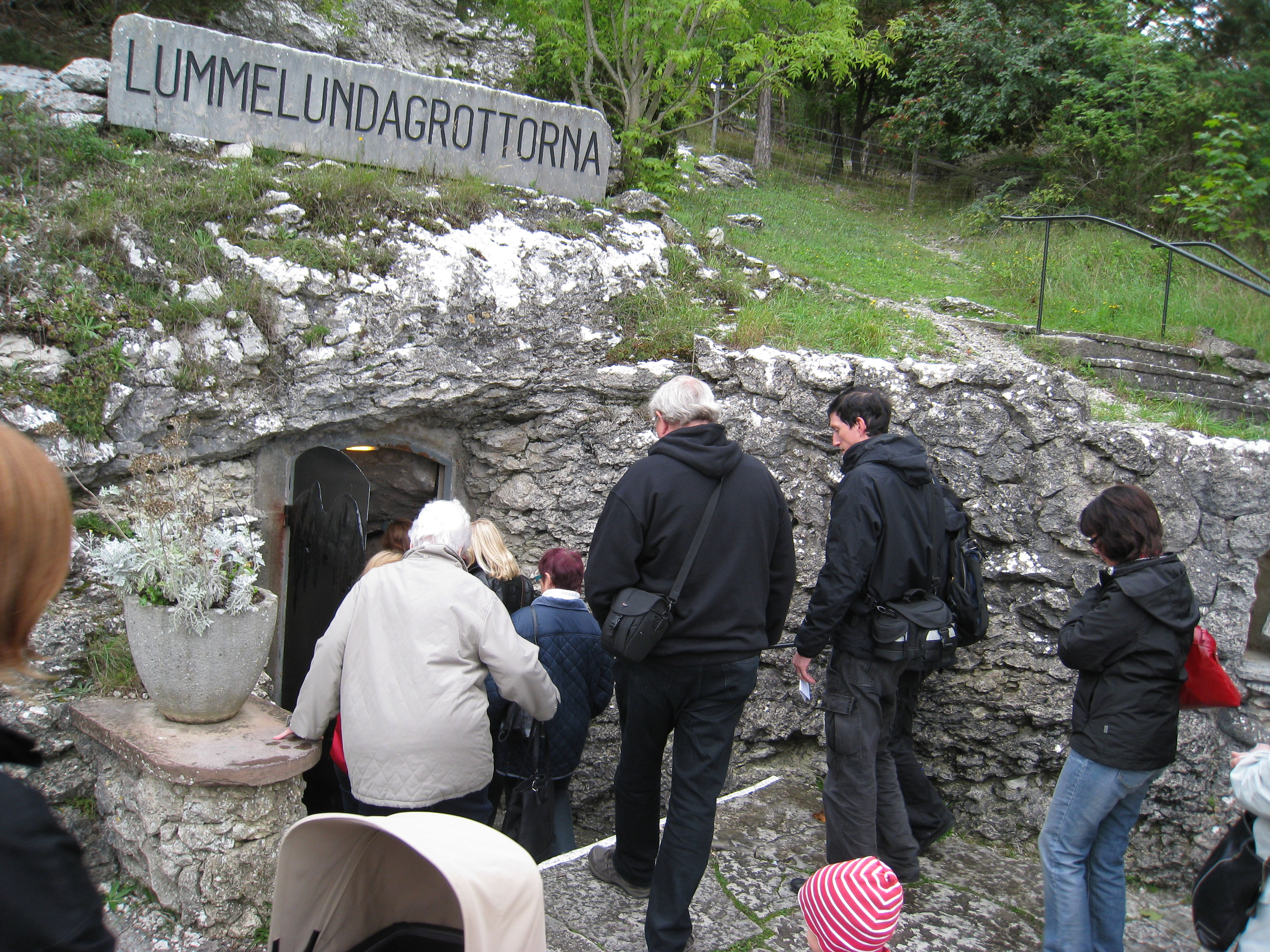
1959 gebauter Eingang für die Touristen

Heute besuchen ungefähr 100.000 Touristen pro Jahr die Grotte. Sie ist von Mai bis September geöffnet. Sie ist damit eine der meistbesuchten Touristenattraktionen der Insel. Die meisten Besucher besichtigen die 130 m lange Touristengrotte. Zusätzlich gibt es geführte Touren, bei denen man in kleinen Gruppen weiter in die Höhle vordringen kann.